# 귀

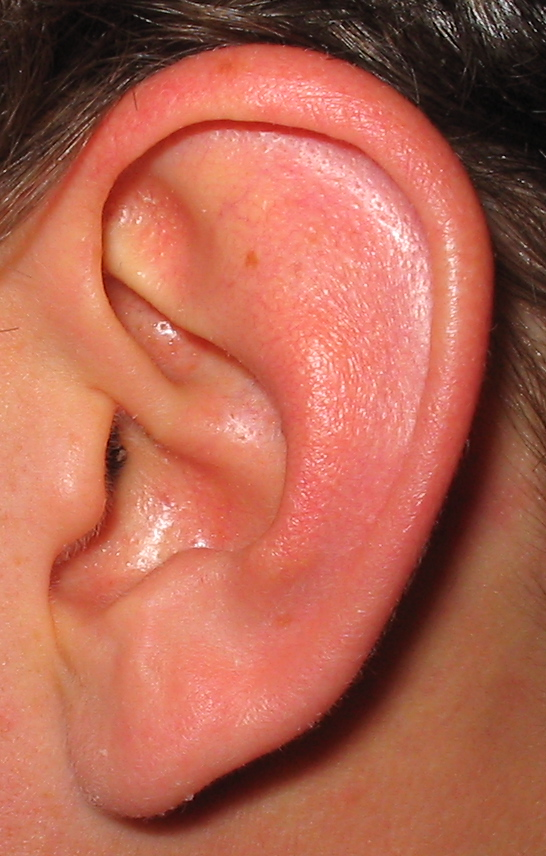
사람의 귀

귀(耳)는 동물이 소리를 듣는 기관이다. 귀는 바깥쪽부터 외이·중이·내이로 구별된다. 외이와 중이는 청각을 위한 구조이지만 내이는 아래쪽에 있는 와우(蝸牛)만이 청각기로, 위쪽의 전정기관 및 반고리관은 평형 감각 기관이다. 내이 신경은 와우에서 온 전정 신경과 합쳐진 것으로, 능뇌(菱腦)의 교배부에 들어간다.

## 설명
귀는 전정 시스템을 사용하여 청각과 (포유류의 경우) 신체 균형을 가능하게 하는 기관이다. 포유류의 귀는 일반적으로 외이, 중이, 내이의 세 부분으로 구성되어 있다. 외이는 귓바퀴와 외이도로 구성된다. 외이는 대부분의 동물에서 눈에 보이는 유일한 부분이기 때문에 "귀"라는 단어는 종종 외부 부분만을 의미한다. 중이에는 고막강과 세 개의 이소골이 포함되어 있다. 내이는 뼈로 이루어진 미로에 위치하며 여러 감각의 핵심인 구조를 포함하고 있다. 반고리관은 움직일 때 균형을 잡고 눈을 추적할 수 있다. 고정되어 있을 때 균형을 유지하는 난형낭과 구형낭, 그리고 청각을 가능하게 하는 달팽이관 등도 포함된다. 귀는 귀지 및 외이도와의 관계를 통해 자가 청소 기관이다. 척추동물의 귀는 머리 양쪽에 어느 정도 대칭적으로 위치하며, 이는 소리의 위치 파악을 돕는 배열이다.
귀는 첫 번째 인두 주머니와 외배엽에서 파생된 귀 기원판이라고 불리는 초기 배아에서 발생하는 6개의 작은 부기에서 발생한다.
귀는 감염 및 외상성 손상을 포함한 질병의 영향을 받을 수 있다. 귀 질환은 청력 상실, 이명 및 현기증과 같은 균형 장애를 유발할 수 있지만, 이러한 질환 중 상당수는 뇌 또는 귀에서 이어지는 신경 경로의 손상으로 인해 영향을 받을 수도 있다.
귀는 수천년 동안 다양한 문화권에서 귀걸이와 기타 장신구로 장식되어 왔으며 수술 및 미용적 변형을 거쳤다.

## 구조

사람 귀의 구조

사람의 귀는 귓바퀴, 외이도 (귓구멍), 고막, (세)반고리관, 달팽이관(와우관, cochlea), 귀 인두관으로 구성되어 있다. 깊이에 따라 바깥귀, 가운데귀, 속귀로 구분한다.

### 청각기
음파를 감각 세포까지 유도하는 각종 구조를 총칭하여 청각기라고 한다. 바깥귀·가운데귀·속귀(와우)가 여기에 해당한다. 바깥귀에 들어온 공기 진동은 그대로 진행하여 고막을 진동시키고, 그런 다음 가운데귀의 이소골의 지레 운동에 의해 속귀에 기계적으로 전달된다. 속귀에서는 기계적 운동이 바깥 림프에 전해져 림프에 파동을 가져오며 이것이 코르티 기관에 도달하면 청각 세포를 자극하여 흥분을 일으킨다. 이와 같이 공기의 진동은 직접 청각 세포에 작용하는 것이 아니라 도중에 있는 장치에서 증폭되어 액체 진동으로 바뀐 다음 감각 세포에 도달한다.

#### 바깥귀
외이(外耳)라고도 부르며, 이개(耳介)와 외이도(外耳道)로 이루어진다. 보통 귀라고 불리는 것은 이개로, 내부에 연골이 있다. 외이도는 이개 중앙의 외이공(孔)에서 고막까지 이어져 있는데, 곧지 않고 약간 구부러져 있으며, 벽의 바깥 절반은 연골이고 안쪽 절반은 뼈로 되어 있다. 외이에는 외이도선(腺)이 있어 그 분비물이 귀지의 주성분이다.

#### 가운데귀
중이(中耳)라고도 부르며, 바깥귀에 이어지는 골성(骨性)의 방으로, 고실(鼓室)이라고도 한다. 바깥쪽은 고막에서 외이도와, 안쪽은 두 겹의 막이 내이와 접해 있으며 아래쪽으로는 이관(耳管；귀 인두관)이 인두(咽頭)로 통한다. 고실에는 세 개의 이소골이 있다. 고막의 진동은 이 이소골에 의해 강도가 약 22배 정도 강해져 속귀에 전달된다. 이소골에는 두 가지 작은 근육이 붙어 있는데, 이것은 강한 소리(특히 저음)로 인해 속귀가 손상되는 것을 막아주는 작용을 한다. 양쪽 고막은 기압이 같아야 하며, 이관은 기압을 조정하기 위한 기관이다. 기압에 차이가 생기면 고막이 심하게 긴장하여 정확하게 공진할 수 없게 된다.

#### 속귀
내이(內耳)라고도 불리며, 청각기로서의 속귀는 와우이다. 인간의 와우는 두 바퀴 반의 나선형 터널로 되어 있다. 이 터널은 2층으로 되어 있는데 위쪽은 막(膜)미로(안쪽 림프가 있다), 아래쪽은 골(骨)미로(바깥 림프가 있다)로 구성되어 있다. 등자뼈는 위쪽의 골미로(전정층) 입구에 붙어 있기 때문에 음파는 먼저 이곳 바깥 림프에 전해진다. 터널은 맨 앞에서 아래쪽 골미로(고실층)에 연락을 하여 음파는 이곳 바깥 림프를 전달하고 되돌아온다. 터널의 출구는 와우창이라 불리는 중이에 펼쳐지고, 여기에는 제2 고막이라는 막이 있다. 음파는 여기서 가운데귀의 공기속으로 사라진다. 막미로에서 만들어진 터널(와우관 또는 소용돌이관)과 아래쪽 터널과의 경계가 되는 막<기저막(基底膜)> 위에는 코르티 기관이라는 청각 기관이 있다. 코르티 기관은 길이가 약 3cm인 와우관 전체에 제방 모양으로 발달해 있다. 청각 세포는 털세포 또는 유모세포라 불리며, 안쪽에 1열, 바깥쪽에 3-4열로 나뉘어 늘어서 있다. 세포 아래 끝부분은 지지 세포에 의해 지탱되며, 앞쪽 끝은 지지 세포가 만들어낸 가느다란 섬유에 의해 유지되고 있다. 세포 끝에는 일정한 배열에 따라 소모(小毛)가 나는데, 이 소모 가까이에 개막(蓋膜)이라는 투명하고 엷은 막이 코르티 기관 전체를 덮고 있다. 음파는 직접적으로는 바깥 림프에 전해지며, 코르티 기관을 적시고 있는 안쪽 림프에는 간접적으로 전해질 뿐이다. 바깥 림프의 진동이 청각 세포에 전해지는 구조는 그 진동이 기저막을 진동시킴으로써 유모 세포를 자극한다고 추정할 수 있다. 기저막은 음파의 진동수에 따라 진동하는 장소가 다르다. 낮은 음에서는 와우관의 전체 길이에 걸쳐 진동하지만, 높은 음이 될수록 중이에 가까운 위치의 기저막이 강하게 진동하고, 그보다 앞에 있는 기저막은 거의 진동하지 않는다.

#### 내이 신경과 청각령(聽覺領)
와우의 청각 세포에는 지각 신경이 결합되어 있다. 이 신경의 세포체는 와우의 내축부에 있으며, 그 축색 돌기는 와우 신경이 되어 와우를 나와 전정 신경과 합류하고, 내이 신경이 되어 연수와 교(橋)의 경계에 들어간다. 여기에서 중뇌, 간뇌 등을 거쳐 대뇌 피질의 청각령에 도달하면 '들린다'라는 감각을 느끼게 된다. 그러나 들리는 것이 무엇인지, 위험한 것인지, 바람직한 것인지 등의 판단은 측두엽의 기억·해석 기능이나 두정엽의 인식 기능 등에 따라 일어난다.

### 평형 감각 기관
신체의 중력에 대한 위치 관계나 가속도의 변화를 느끼는 감각 기관이 평형 감각 기관이다. 거의 의식할 수 없고, 정보는 소뇌를 통해 반사적 조절의 도움을 받는다. 두 개의 주머니로 된 전정기와 세 개의 고리 모양 관으로 된 반고리관이 있다.

## 같이 보기
- 귀이개
- 귀지